# Soalalamijn
De Soalalamijn is een ijzermijn in Madagaskar. De mijn is gelegen in de regio Boeny, nabij Soalala. Het herbergt met een geschatte 360 miljoen ton een van de grootste voorraden ijzererts van Madagaskar en de wereld, met 35% ijzer.